# José María López
Josó María López (Argentína, Río Tercero, 1983. április 26. –) argentin autóversenyző. Háromszoros Túraautó-világbajnok és a 2021-es Le Mans-i 24 órás verseny győztese.
Gokartos éveit követően a Formula Renault 2 literes géposztályának olasz bajnokságában szerzett bajnoki címet 2002-ben, majd a következő évben megismételte sikerét a V6-os szériában. 2004-től előbb a Formula–3000, majd a GP2 sorozatokban szerepelt három éven át, hét dobogós helyezés tulajdonosa. Noha volt alkalma tesztelni a Renault és a Minardi F1-es autóját, mégis visszatért hazájába, ahol a TC 2000-es sorozatban 2009-ben nem talált legyőzőre.

## Karrierje

### Gokartban töltött évek
1991-ben, 8 évesen ült először gokartba. 1993-ban már versenyeken is elindult, élete első bajnokságát, murvás pályán rögtön megnyeri. 1994-ben állt rajthoz először aszfalton, ugyanebben az évben részt vett egy nemzetközi kart tanfolyamon Ayrton Senna versenypályáján. 1995 és 1997 között a 125 köbcentis Dél-amerikai Pre-juniorban, a 125cc Juniorban, 125cc Seniorban és 100cc Nemzetközi Senior kategóriákban, illetve az összes létező argentin sorozatban versenyez. 125 köbcentiben háromszor a 2. helyen végzett, mint ahogy 100 cc-ben valamint a Mesterek Kupáján is ebben a pozícióban zárt.
1998-ban a Venezuelában megrendezett Pánamerikai Versenyen szerepelt 125cc Senior kategóriában, a 3. helyet szerezte meg.
1998-ban Európába tette át székhelyét, ahol rögtön kitűnik a CRG félgyári csapatának tesztjein, segítségükkel elindult élete első Kart Világbajnokságán. A 26. helyen végzett.
1999-ben az olasz nyílt bajnokságon versenyez a CRG pilótájaként, az előkelő harmadik helyen zárta a szezont. Emellett az Európa-bajnokságon egy hellyel maradt le a dobogóról, továbbá az FIA meghívásának eleget téve részt vett a Belgiumban és Japánban megrendezett vb-ken. 2000-ben immáron a CRG hivatalos, gyári pilótája lesz, fáradhatatlan munkát végez az új karosszéria és motor fejlesztésében, részt vesz az Európa-bajnokságon, a Bragában rendezett VB-n, az olasz Lonatoban a Téli-Kupán, a motegi világbajnokságon – szintén az FIA meghívására.
A későbbiekben sem szakadt el teljesen a gokarttól, 2006-ban és 2007-ben elindult az Argentin Mesterek Kupáján, ahol előbb a 4. helyen végzett, majd idő előtt kénytelen volt feladni a viadalt.

### Formula Renault
Hosszú évek gokartozása után 2001-ben végre kipróbálhatta magát formulakategóriás versenygépben is. A 2 literes Formula Renault Eurocupon a Lucidi Motorsport csapatában egy-egy pole pozíciót, ill. leggyorsabb kört jegyzett, összesen 24 pontot gyűjtött 10 verseny alatt, ami a tabella 17. helyéhez volt elegendő.
2002-ben a Cram Competition csapathoz igazolt. Az olasz ligát – Robert Kubicával nagy csatában – 205 ponttal megnyerte (négy futamgyőzelem, hét dobogós helyezés, öt pole, négy leggyorsabb kör), az Eurocupon pedig kereken 100 ponttal a 4. helyen végzett. Egy-egy futamgyőzelem és első rajtkocka és három dobogó szerepelt még neve mellett.
2003-ban a V6-os Eurocupon szerepelt, immáron a DAMS csapat színeiben. Pályafutásának ezt az állomását is sikerrel vette, legfőbb riválisát, a svájci Neel Janit 4 ponttal megelőzve, 354 egységgel elhódította a bajnoki címet. A 18 futamból ötöt megnyert, tizenkettőn dobogós helyen zárt, emellett nyolc-nyolc pole pozíció és leggyorsabb kör szerepelt még statisztikájában.
2004-ben egy kategóriát feljebb lépett a ranglétrán, a V6-os Eurocup négy futamán mégis rajthoz állt, egyik alkalommal az első rajtkockából indulhatott, összesen 2 pontot gyűjtött, így az összetett 17. helyén zárt.

### Formula 3000
Ebben az esztendőben az utolsó szezonját élő Formula 3000-ben szerepelt. A Coloni Motorsport csapatában versenyezte végig az évet, méghozzá a korábbi háromszoros F–1-es világbajnok Niki Lauda fiának, Mathias Lauda oldalán. Noha a győzni nem tudott egyetlen versenyt sem, két alkalommal dobogóra állt (Monacóban és Spaban), Imolában és a Nürburgringen pedig megfutotta a verseny leggyorsabb körét. Összesen 28 pontot gyűjtött, amivel a mezőny bővebben vett élmezőnyében, a 6. helyen zárta a szezont.

### GP2

#### 2005-ös szezon
2005-ben a Formula–3000 jogutódjaként létrejött GP2-ben folytatta pályafutását. A francia DAMS istállónál töltötte az évet, a maláj Fairuz Fauzy oldalán. Remekül mutatkozott be, rögtön első versenyén, Imolában felállt a dobogó második fokára, majd a sprintfutamon is pontot szerzett. A montmelói aszfaltcsíkon pedig előbb a 6. helyen végzett, a vasárnapi sprintversenyen viszont már nem talált legyőzőre. A folytatásban elmaradtak a nagyobb sikerek, a francia csapat minden versenyen nem tudott nyerő autót biztosítani María López számára. Még így is dobogóra állhatott Magny-Cours-ban, továbbá pontszerző helyen zárt a török versenyen, végül két 4. hellyel fejezte be a szezont Bahreinben. Összesen 36 pontot gyűjtött, amivel a tabella 9. helyénn zárta az idényt, csapattársa nem szerzett pontot.

#### 2006-os szezon
Második GP2-es szezonjában – csapattársával együtt – átigazolt a Super Nova Racing csapatához, amely az előző évben a konstruktőrök közt dobogón végzett. Valenciában pontszerzéssel nyitott, majd a bajnokság 3. állomásán, a Nürburgringen újra a dobogón ünnepelt. Öt sikertelen, kieséssel végződő futammal a háta mögött életében először, az első rajtkockából rajtolt Silverstone-ban, a futamon már nem tudta tartani Lewis Hamilton tempóját, a 3. helyen intették le. Hockenheimben egy 7. hely után újra dobogós helyen haladva látta meg a kockás zászlót, emellett megfutotta a verseny leggyorsabb körét is. A szezon hátralévő részében még a Hungaroringen végzett pontszerző helyen. 30 pontjával eggyel visszalépett előző évi pozíciójából, a 10. helyen zárta a bajnokságot, Fauzy újra pont nélkül maradt.

### Visszatérés Argentínába

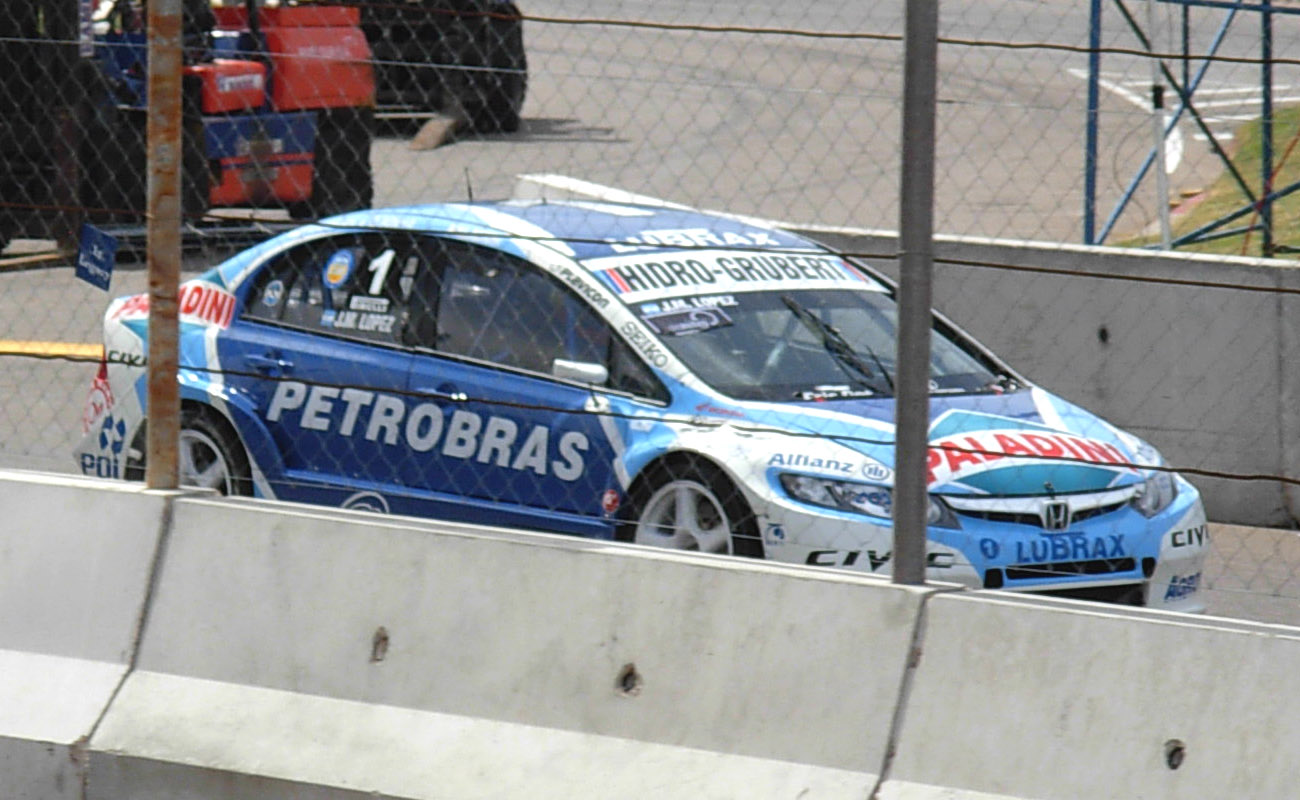
Lopez az argentín túraautó-bajnokság egy futamán 2010-ben

2007-ben López hátat fordított a GP2-nek, s hazájába, a TC 2000-es túraautós bajnokságba igazolt, ahol 3 évet versenyzett végig. Első évében még csak az 5. helyen zárt (104 pont, három győzelem, öt dobogó, két pole, három leggyorsabb kör), következő két szezonjában viszont nem talált legyőzőre. 2008-ban 174 ponttal zárt a tabella élén, öt dobogójából négyszer a legmagasabb fokára állt fel, emellett öt pole pozíció és három leggyorsabb kör szerepelt még neve mellett. 2009-ben három versenyt nyert (158 pont), kétszer annyi dobogó és első rajtkocka, valamint öt leggyorsabb kör teszi teljessé statisztikáját.
A TC 2000-esen kívül sok egyéb sorozatban is rajthoz állt. 2007 márciusában kipróbálta magát az American Le Mans Series St. Petersburgben rendezett 2. állomásán, de a Ferrari F430GT már a verseny elején megadta magát.
2008-ban a FIA GT-n indult négy versenyen az ACA Argentina csapatával, 6 pontjával a 19. helyen zárta az évet. A Turismo Carreterán 109,5 pontot gyűjtött, ez a 15. helyhez volt elegendő a végelszámolásnál.
2009-ben utóbbi versenysorozatban nagy küzdelem árán felkapaszkodott az összetett 2. helyére (196,75 pont, két győzelem, 5-5 dobogó, pole és leggyorsabb kör), továbbá a Ford Mondeo volánja mögött megnyerte a Top Race V6-ot és a Copa de Oro Rio Uruguay Segurost.

### Formula–1

#### Renault F1 (2004 – 2006)
A különböző alsóbbkategóriás szériákban elért sikerek nyomán felfigyelt rá a Renault F1, s felvette utánapótlás programjába. Az anyagi támogatás mellett tesztlehetőséget is biztosított számára, sőt a 2006-os szezonban az istálló hivatalos tesztpilótájaként dolgozott. Tesztelhette emellett a Minardi versenyautóit is. Részben anyagi megfontolásból azonban sosem kapott szerződést a francia csapattól.

#### US F1 (2010)
2009 decemberében megállapodást írt alá a Formula–1 egyik újoncához, az US F1 Teamhez, miszerint 8 millió dolláros szponzori csomag ellenében versenyzői ülést biztosítanak számára a 2010-es bajnoki szezonban.
Hosszas szponzorkeresés végén, következő év január 25-étől hivatalosan is az amerikai csapat pilótája. Saját befektetőin túl az argentin állam, valamint az egykori Formula–1-es pilóta, Carlos Reutemann támogatása is elengedhetetlen volt a szerződés aláírásához. 
Csapata az US F1 nem indult el később a bajnokságban, így López ülés nélkül maradt.

### Túraautó-világbajnokság

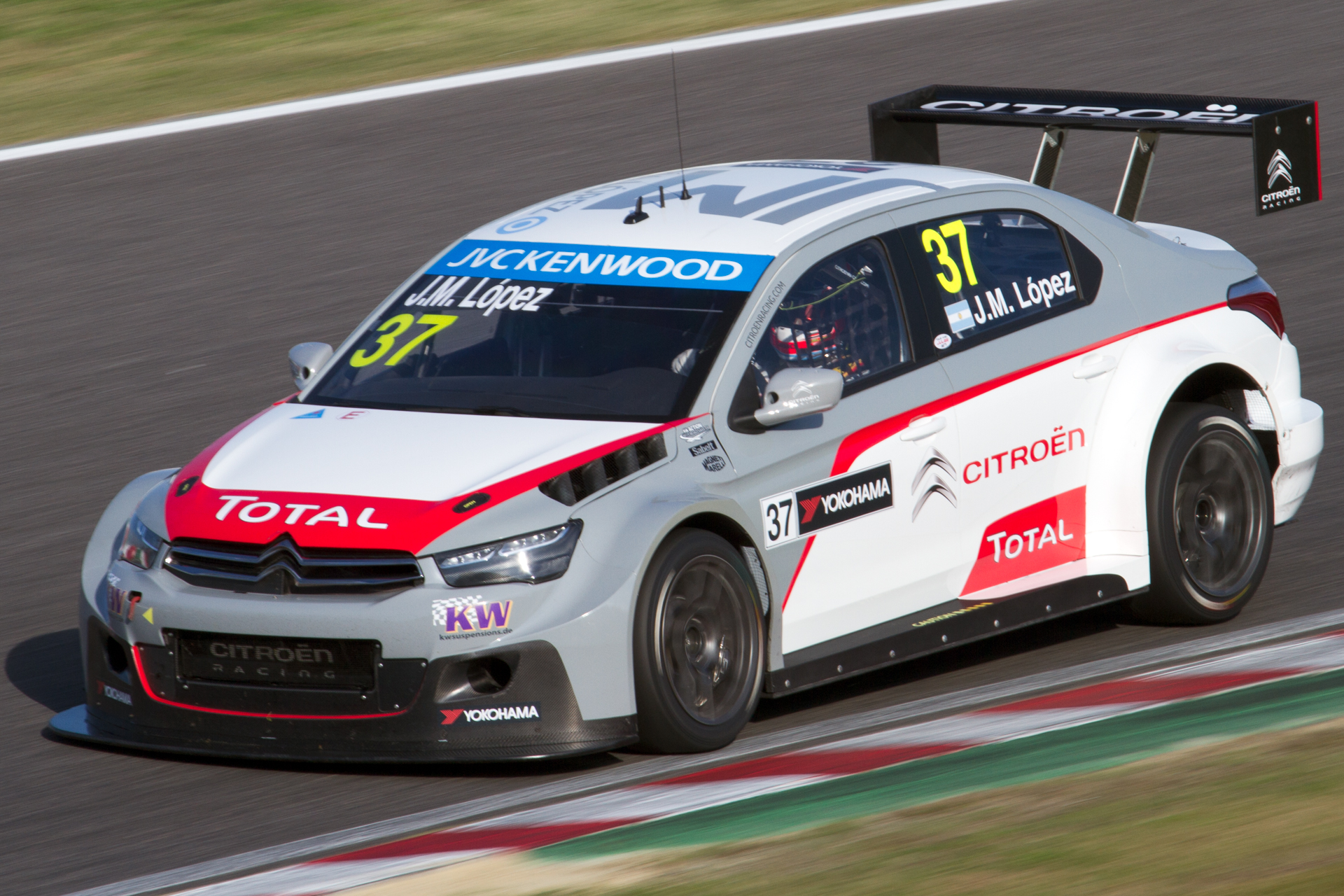
A Citroen Racing versenyautójában a 2014-es japán WTCC-versenyen

#### Wiechers-Sport
Lopez 2013-ban lehetőséget kapott, hogy két WTCC futamon is elindulhasson, hazájában Argentínában. Az első versenyen ötödik lett, a második futamot pedig megnyerte egy BMW-vel a Weichers-Sport csapat színeiben.

#### Citroën Total WTCC
2014-ben az újonc Citroën Total WTCC csapat szerződtette Lópezt, ahol a négyszeres túraautó-világbajnok Yvan Muller, és a kilencszeres ralivilágbajnok Sebastien Loeb lettek a csapattársai.

## Eredményei

### Teljes Formula–3000-es eredménysorozata
(Táblázat értelmezése)

(Félkövér: pole-pozícióból indult; dőlt: leggyorsabb kört futott) 

| Év   | Csapat          | Modell      | Motor         | Abroncs | 1      | 2     | 3     | 4     | 5      | 6     | 7     | 8     | 9     | 10     | Helyezés | Pont |
| ---- | --------------- | ----------- | ------------- | ------- | ------ | ----- | ----- | ----- | ------ | ----- | ----- | ----- | ----- | ------ | -------- | ---- |
| 2004 | CMS Performance | Lola B02/50 | Zytek-Judd KV | Avon    | IMO Ki | CAT 6 | MON 3 | NUR 5 | MAG Ki | SIL 4 | HOC 6 | HUN 8 | SPA 3 | MNZ Ki | 6.       | 28   |

### Teljes GP2-es eredménysorozata
(Táblázat értelmezése)

(Félkövér: pole-pozícióból indult; dőlt: leggyorsabb kört futott) 

| Év   | Csapat            | 1         | 2          | 3          | 4          | 5          | 6          | 7          | 8          | 9          | 10         | 11         | 12         | 13         | 14         | 15         | 16        | 17         | 18         | 19         | 20         | 21         | 22        | 23        | Helyezés | Pont |
| ---- | ----------------- | --------- | ---------- | ---------- | ---------- | ---------- | ---------- | ---------- | ---------- | ---------- | ---------- | ---------- | ---------- | ---------- | ---------- | ---------- | --------- | ---------- | ---------- | ---------- | ---------- | ---------- | --------- | --------- | -------- | ---- |
| 2005 | DAMS              | SMR FEA 2 | SMR SPR 11 | ESP FEA 6  | ESP SPR 1  | MON FEA Ki | EUR FEA 13 | EUR SPR 14 | FRA FEA 2  | FRA SPR Ki | GBR FEA 9  | GBR SPR Ki | GER FEA 13 | GER SPR 10 | HUN FEA Ki | HUN SPR Ki | TUR FEA 6 | TUR SPR 7  | ITA FEA Ki | ITA SPR Ki | BEL FEA 10 | BEL SPR 8  | BHR FEA 4 | BHR SPR 4 | 9.       | 36   |
| 2006 | Super Nova Racing | VAL FEA 5 | VAL SPR Ki | SMR FEA Ki | SMR SPR Ki | EUR FEA 4  | EUR SPR 3  | ESP FEA Ki | ESP SPR Ki | MON FEA Ki | GBR FEA Ki | GBR SPR 14 | FRA FEA 3  | FRA SPR Ki | GER FEA 7  | GER SPR 2  | HUN FEA 8 | HUN SPR Ki | TUR FEA 9  | TUR SPR 11 | ITA FEA Ki | ITA SPR Ki |           |           | 10.      | 30   |

### Teljes WTCC-s eredménysorozata
| Év   | Csapat             | Autó                  | 1   | 1   | 2   | 2   | 3   | 3   | 4   | 4   | 5   | 5   | 6   | 6   | 7   | 7   | 8   | 8   | 9   | 9   | 10  | 10  | 11  | 11  | 12  | 12  | Helyezés | Pont |
| ---- | ------------------ | --------------------- | --- | --- | --- | --- | --- | --- | --- | --- | --- | --- | --- | --- | --- | --- | --- | --- | --- | --- | --- | --- | --- | --- | --- | --- | -------- | ---- |
| 2013 | Wiechers-Sport     | BMW 320 TC            | ITA | ITA | MAR | MAR | SVK | SVK | HUN | HUN | AUT | AUT | RUS | RUS | POR | POR | ARG | ARG | USA | USA | JPN | JPN | CHN | CHN | MAC | MAC | 15.      | 35   |
| 2013 | Wiechers-Sport     | BMW 320 TC            |     |     |     |     |     |     |     |     |     |     |     |     |     |     | 5   | 1   |     |     |     |     |     |     |     |     | 15.      | 35   |
| 2014 | Citroën Total WTCC | Citroën C-Elysée WTCC | MAR | MAR | FRA | FRA | HUN | HUN | SVK | SVK | AUT | AUT | RUS | RUS | BEL | BEL | ARG | ARG | USA | USA | CHN | CHN | JPN | JPN | MAC | MAC | 1.       | 462  |
| 2014 | Citroën Total WTCC | Citroën C-Elysée WTCC | 1   | 2   | 4   | 1   | 2   | 6   | 2   | T   | 3   | 1   | 1   | Ki  | 2   | 1   | 1   | 1   | 3   | 4   | 1   | 3   | 1   | 6   | 1   | 5   | 1.       | 462  |
| 2015 | Citroën Total WTCC | Citroën C-Elysée WTCC | ARG | ARG | MAR | MAR | HUN | HUN | GER | GER | RUS | RUS | SVK | SVK | FRA | FRA | POR | POR | JPN | JPN | CHN | CHN | THA | THA | QAT | QAT | 1.       | 475  |
| 2015 | Citroën Total WTCC | Citroën C-Elysée WTCC | 1   | 2   | 1   | 3   | 1   | 6   | 1   | 2   | 2   | 12  | 2   | 2   | 3   | 1   | 1   | 5   | 1   | KI  | 1   | 3   | 1   | 3   | 1   | 8   | 1.       | 475  |
| 2016 | Citroën Racing     | Citroën C-Elysée WTCC | FRA | FRA | SVK | SVK | HUN | HUN | MAR | MAR | GER | GER | RUS | RUS | POR | POR | ARG | ARG | JPN | JPN | CHN | CHN | QAT | QAT |     |     | 1.       | 361  |
| 2016 | Citroën Racing     | Citroën C-Elysée WTCC | 6   | 1   | 5   | 1   | 13  | 1   | 2   | 1   | 1   | 1   | 5   | 8   | 5   | 5   | 5   | 1   | 4   | 2   | 4   | 1   |     |     |     |     | 1.       | 361  |

### Teljes Formula–E eredménylistája
(Táblázat értelmezése)

(Félkövér: pole-pozícióból indult; dőlt: leggyorsabb kört futott) 

| Év      | Csapat             | 1      | 2      | 3      | 4      | 5      | 6      | 7      | 8      | 9       | 10     | 11      | 12      | 13     | Helyezés | Pont |
| ------- | ------------------ | ------ | ------ | ------ | ------ | ------ | ------ | ------ | ------ | ------- | ------ | ------- | ------- | ------ | -------- | ---- |
| 2016–17 | DS Virgin Racing   | HKG Ki | MAR 10 | BUE 10 | MEX 6  | MON Ki | PAR 2  | BER1 4 | BER2 5 | NYC1    | NYC2   | MNT1 Ki | MNT2 3  |        | 9.       | 65   |
| 2017–18 | Dragon Racing      | HKG1   | HKG2   | MAR 6  | SAN Ki | MEX 12 | PDE 8  | ROM 17 | PAR 10 | BER 18  | ZUR 12 | NYC1 Ki | NYC2 Ki |        | 17.      | 14   |
| 2018–19 | Geox Dragon Racing | ADR Ki | MAR 11 | SAN 9  | MEX 16 | HKG 11 | SNY Ki | ROM 16 | PAR 13 | MON 10^ | BER 20 | BRN Kiz | NYC 12  | NYC Ki | 21.      | 3    |

* A szezon jelenleg is zajlik.
† A versenyt nem fejezte be, de helyezését értékelték, mert a versenytáv több, mint 90%-át teljesítette.
^ FanBoost

### Le Mans-i 24 órás autóverseny
| Év   | Csapat              | Csapattárs                     | Autó                | Kategória | Kör | Összetett Helyezés | Kategória Helyezés |
| ---- | ------------------- | ------------------------------ | ------------------- | --------- | --- | ------------------ | ------------------ |
| 2017 | Toyota Gazoo Racing | Nicolas Lapierre Yuji Kunimoto | Toyota TS050 Hybrid | LMP1      | 160 | Kiesett            | Kiesett            |
| 2018 | Toyota Gazoo Racing | Mike Conway Kobajasi Kamui     | Toyota TS050 Hybrid | LMP1      | 386 | 2.                 | 2.                 |
| 2019 | Toyota Gazoo Racing | Mike Conway Kobajasi Kamui     | Toyota TS050 Hybrid | LMP1      | 385 | 2.                 | 2.                 |
| 2020 | Toyota Gazoo Racing | Mike Conway Kobajasi Kamui     | Toyota TS050 Hybrid | LMP1      | 381 | 3.                 | 3.                 |
| 2021 | Toyota Gazoo Racing | Mike Conway Kobajasi Kamui     | Toyota GR010 Hybrid | Hypercar  | 371 | 1.                 | 1.                 |
| 2022 | Toyota Gazoo Racing | Mike Conway Kobajasi Kamui     | Toyota GR010 Hybrid | Hypercar  | 380 | 2.                 | 2.                 |
| 2023 | Toyota Gazoo Racing | Mike Conway Kobajasi Kamui     | Toyota GR010 Hybrid | Hypercar  | 103 | Kiesett            | Kiesett            |
| 2024 | Akkoids ASP Team    | Esteban Masson Kimura Takesi   | Lexus RC F GT3      | GT3       |     |                    |                    |

### Teljes FIA World Endurance Championship eredménysorozata
(Táblázat értelmezése)

(Félkövér: pole-pozícióból indult; dőlt: leggyorsabb kört futott) 

| Év      | Csapat              | Osztály  | Kasztni             | Motor                          | 1      | 2     | 3       | 4      | 5     | 6     | 7     | 8     | 9     | Helyezés | Pont |
| ------- | ------------------- | -------- | ------------------- | ------------------------------ | ------ | ----- | ------- | ------ | ----- | ----- | ----- | ----- | ----- | -------- | ---- |
| 2017    | Toyota Gazoo Racing | LMP1     | Toyota TS050 Hybrid | Toyota 2.4 L Turbo V6 (Hybrid) | SIL 13 | SPA   | LMS Ki  | NÜR 3  | MEX 4 | COA 4 | FUJ 2 | SHA 4 | BHR 4 | 6.       | 84,5 |
| 2018–19 | Toyota Gazoo Racing | LMP1     | Toyota TS050 Hybrid | Toyota 2.4 L Turbo V6 (Hybrid) | SPA 2  | LMS 2 | SIL Kiz | FUJ 1  | SHA 1 | SEB 2 | SPA 6 | LMS 2 |       | 2.       | 157  |
| 2019–20 | Toyota Gazoo Racing | LMP1     | Toyota TS050 Hybrid | Toyota 2.4 L Turbo V6          | SIL 1  | FUJ 2 | SHA 3   | BHR 1  | COA 3 | SPA 1 | LMS 3 | BHR 1 |       | 1.       | 207  |
| 2021    | Toyota Gazoo Racing | Hypercar | Toyota GR010 Hybrid | Toyota 3.5 L Turbo V6 (Hybrid) | SPA 3  | ALG 2 | MNZ 1   | LMS 1  | BHR 1 | BHR 2 |       |       |       | 1.       | 173  |
| 2022    | Toyota Gazoo Racing | Hypercar | Toyota GR010 Hybrid | Toyota 3.5 L Turbo V6 (Hybrid) | SEB Ki | SPA 1 | LMS 2   | MNZ 3  | FUJ 2 | BHR 1 |       |       |       | 3.       | 133  |
| 2023    | Toyota Gazoo Racing | Hypercar | Toyota GR010 Hybrid | Toyota 3.5 L Turbo V6 (Hybrid) | SEB 1  | ALG 9 | SPA 1   | LMS Ki | MNZ 1 | FUJ 1 | BHR 2 |       |       | 2.       | 145  |
| 2024    | Akkodis ASP Team    | LMGT3    | Lexus RC F GT3      | Lexus 2UR-GSE 5.0 L V8         | QAT    | IMO   | SPA     | LMS    | SÃO   | COA   | FUJ   | BHR   |       | *        | *    |

* A szezon jelenleg is zajlik.
† A versenyt nem fejezte be, de helyezését értékelték, mert a versenytáv több, mint 90%-át teljesítette.

## Külső hivatkozások
- Hivatalos honlap (angolul)